# Discografia de Metallica
La discografia de Metallica, banda estatunidenca de ￼￼Thrash Metal, està formada per nou àlbums d'estudi dels quals se n'han extret trenta-set senzills, a més de quatre àlbums en directe, cinc EPs, deu àlbums de vídeos, un àlbum de tribut i tres box-sets.

## Àlbums

### Àlbums d'estudi
| Any  | Nom                    | Dades                                                             | Posicions en llista | Posicions en llista | Posicions en llista | Posicions en llista | Posicions en llista | Certificacions                                                                                                |
| Any  | Nom                    | Dades                                                             | ALE                 | AUS                 | CAN                 | EUA                 | GBR                 | Certificacions                                                                                                |
| ---- | ---------------------- | ----------------------------------------------------------------- | ------------------- | ------------------- | ------------------- | ------------------- | ------------------- | --- |
| 1983 | Kill 'Em All           | - Publicació: 25 de juliol de 1983 - Discogràfica: Megaforce      | −                   | 55                  | −                   | 120                 | 142                 | - AUS: 1x Platí - CAN: 1x Platí - EUA: 3x Platí - GBR: 1x Or                                                  |
| 1984 | Ride the Lightning     | - Publicació: 27 de juliol de 1984 - Discogràfica: Megaforce      | −                   | 38                  | −                   | 190                 | 87                  | - AUS: 1x Platí - CAN: 1x Platí - EUA: 6x Platí − 4.300.000 - GBR: 1x Or                                      |
| 1986 | Master of Puppets      | - Publicació: 3 de març de 1986 - Discogràfica: Elektra           | 31                  | 33                  | 52                  | 29                  | 41                  | - AUS: 1x Platí - CAN: 6x Platí - EUA: 6x Platí − 4.500.000 - GBR: 1x Or                                      |
| 1988 | ...And Justice for All | - Publicació: 25 d'agost de 1988 - Discogràfica: Elektra          | 5                   | 16                  | 13                  | 6                   | 4                   | - ALE: 1x Or - AUS: 2x Platí - CAN: 3x Platí - EUA: 8x Platí − 5.300.000 - GBR: 1x Or                         |
| 1991 | Metallica              | - Publicació: 12 d'agost de 1991 - Discogràfica: Elektra          | 1                   | 1                   | 1                   | 1                   | 1                   | - ALE: 1x Platí - AUS: 8x Platí - CAN: 1x Diamant - EUA: 16x Platí − 16.040.000 - GBR: 2x Platí               |
| 1996 | Load                   | - Publicació: 4 de juny de 1996 - Discogràfica: Elektra           | 1                   | 1                   | 1                   | 1                   | 1                   | - ALE: 1x Platí - CAN: 4x Platí - EUA: 5x Platí − 16.040.000 - GBR: 1x Or                                     |
| 1997 | Reload                 | - Publicació: 18 de novembre de 1997 - Discogràfica: Elektra      | 1                   | 2                   | 2                   | 1                   | 4                   | - ALE: 1x Platí - AUS: 2x Platí - CAN: 2x Platí - EUA: 4x Platí − 4.036.000 - GBR: 1x Or                      |
| 2003 | St. Anger              | - Publicació: 5 de juny de 2003 - Discogràfica: Elektra           | 1                   | 1                   | 1                   | 1                   | 3                   | - ALE: 2x Platí - AUS: 2x Platí - CAN: 2x Platí - EUA: 2x Platí − 2.000.000 - GBR: 1x Or - Mundial: 6.000.000 |
| 2008 | Death Magnetic         | - Publicació: 12 de setembre de 2008 - Discogràfica: Warner Bros. | 1                   | 1                   | 1                   | 1                   | 1                   | - ALE: 3x Platí - AUS: 3x Platí - CAN: 4x Platí - EUA: 2x Platí − 1.853.000 - GBR: 1x Platí                   |

### Àlbums en directe
| Any  | Nom                                                                      | Dades                                                            | Posicions en llista | Posicions en llista | Posicions en llista | Posicions en llista | Posicions en llista | Certificacions                                                               |
| Any  | Nom                                                                      | Dades                                                            | ALE                 | AUS                 | CAN                 | EUA                 | GBR                 | Certificacions                                                               |
| ---- | ------------------------------------------------------------------------ | ---------------------------------------------------------------- | ------------------- | ------------------- | ------------------- | ------------------- | ------------------- | ---------------------------------------------------------------------------- |
| 1993 | Live Shit: Binge & Purge                                                 | - Publicació: 23 de novembre de 1993 - Discogràfica: Elektra     | 68                  | 18                  | 40                  | 26                  | 54                  | - EUA: 15x Platí                                                             |
| 1999 | S&M (amb la San Francisco Symphony)                                      | - Publicació: 23 de novembre de 1999 - Discogràfica: Elektra     | 1                   | 1                   | 4                   | 2                   | 33                  | - ALE: 1x Platí - AUS: 1x Platí - CAN: 3x Platí - EUA: 6x Platí - GBR: 1x Or |
| 2009 | Orgullo, Pasión, y Gloria: Tres Noches en la Ciudad de México            | - Publicació: 30 de novembre de 2009 - Discogràfica: Universal   | −                   | −                   | −                   | −                   | −                   |                                                                              |
| 2010 | The Big Four: Live from Sofia, Bulgaria (amb Slayer, Megadeth i Anthrax) | - Publicació: 2 de novembre de 2010 - Discogràfica: Warner Bros. | 59                  | 71                  | −                   | −                   | −                   |                                                                              |

### Àlbums de vídeos
| Any  | Nom                                                                         | Dades                                                            | Posicions en llista | Posicions en llista | Posicions en llista | Posicions en llista | Posicions en llista | Certificacions                                  |
| Any  | Nom                                                                         | Dades                                                            | ALE                 | AUS                 | CAN                 | EUA                 | GBR                 | Certificacions                                  |
| ---- | --------------------------------------------------------------------------- | ---------------------------------------------------------------- | ------------------- | ------------------- | ------------------- | ------------------- | ------------------- | ----------------------------------------------- |
| 1987 | Cliff 'Em All                                                               | - Publicació: 28 de novembre de 1987 - Discogràfica: Elektra     | −                   | −                   | 7                   | 20                  | −                   | - EUA: 4x Platí                                 |
| 1989 | 2 of One                                                                    | - Publicació: 20 de juny de 1989 - Discogràfica: Elektra         | −                   | −                   | −                   | 31                  | −                   | - EUA: 7x Platí                                 |
| 1992 | A Year and a Half in the Life of Metallica                                  | - Publicació: 17 de novembre de 1992 - Discogràfica: Elektra     | −                   | −                   | −                   | 26                  | −                   | - EUA: 13x Platí                                |
| 1998 | Cunning Stunts                                                              | - Publicació: 8 de desembre de 1998 - Discogràfica: Elektra      | −                   | 1                   | −                   | 3                   | −                   | - EUA: 3x Platí - GBR: 2x Platí                 |
| 1999 | S&M (amb la San Francisco Symphony)                                         | - Publicació: 23 de desembre de 1999 - Discogràfica: Elektra     | −                   | 1                   | −                   | 12                  | −                   | - AUS: 7x Platí - CAN: 3x Platí - EUA: 6x Platí |
| 2006 | The Videos 1989–2004                                                        | - Publicació: 5 de desembre de 2006 - Discogràfica: Warner Bros. | 34                  | 1                   | −                   | 4                   | −                   | - AUS: 7x Platí - CAN: 1x Or - GBR: 1x Platí    |
| 2009 | Français Pour une Nuit                                                      | - Publicació: 23 de novembre de 2009 - Discogràfica: Universal   | −                   | 2                   | −                   | −                   | 9                   | - AUS: 1x Or                                    |
| 2009 | Orgullo, Pasión, y Gloria: Tres Noches en la Ciudad de México               | - Publicació: 30 de novembre de 2009 - Discogràfica: Universal   | −                   | −                   | −                   | −                   | −                   |                                                 |
| 2010 | The Big Four: Live from Sofia, Bulgaria (with Slayer, Megadeth and Anthrax) | - Publicació: 1 de novembre de 2010 - Discogràfica: Universal    | 4                   | 1                   | −                   | 1                   | 1                   | - AUS: 2x Platí - EUA: 2x Platí                 |
| 2012 | Quebec Magnetic                                                             | - Publicació: 10 de desembre de 2012 - Discogràfica: Blackened   | 29                  | 3                   | −                   | 3                   | 9                   | - AUS: 2x Platí                                 |

### Àlbums de versions
| Any  | Nom         | Dades                                                        | Posicions en llista | Posicions en llista | Posicions en llista | Posicions en llista | Posicions en llista | Certificacions                                            |
| Any  | Nom         | Dades                                                        | ALE                 | AUS                 | CAN                 | EUA                 | GBR                 | Certificacions                                            |
| ---- | ----------- | ------------------------------------------------------------ | ------------------- | ------------------- | ------------------- | ------------------- | ------------------- | --------------------------------------------------------- |
| 1998 | Garage Inc. | - Publicació: 24 de novembre de 1998 - Discogràfica: Elektra | 1                   | 2                   | 3                   | 2                   | 29                  | - ALE: 1x Or - AUS: 1x Platí - EUA: 5x Platí - GBR: 1x Or |

### Àlbums de col·laboracions
| Any  | Nom                 | Dades                                                            | Posicions en llista | Posicions en llista | Posicions en llista | Posicions en llista | Posicions en llista | Certificacions |
| Any  | Nom                 | Dades                                                            | ALE                 | AUS                 | CAN                 | EUA                 | GBR                 | Certificacions |
| ---- | ------------------- | ---------------------------------------------------------------- | ------------------- | ------------------- | ------------------- | ------------------- | ------------------- | -------------- |
| 2011 | Lulu (amb Lou Reed) | - Publicació: 1 de novembre de 2011 - Discogràfica: Warner Bros. | 11                  | 33                  | 16                  | 36                  | 26                  | - EUA: 16.000  |

### Àlbums de banda sonora
| Any  | Nom                         | Dades                                                          | Posicions en llista | Posicions en llista | Posicions en llista | Posicions en llista | Posicions en llista | Certificacions |
| Any  | Nom                         | Dades                                                          | ALE                 | AUS                 | CAN                 | EUA                 | GBR                 | Certificacions |
| ---- | --------------------------- | -------------------------------------------------------------- | ------------------- | ------------------- | ------------------- | ------------------- | ------------------- | -------------- |
| 2013 | Metallica Through the Never | - Publicació: 24 de setembre de 2013 - Discogràfica: Blackened | 6                   | 16                  | 9                   | 9                   | 36                  |                |

## Extended plays
| Any  | Nom                                      | Dades                                                             | Posicions en llista | Posicions en llista | Posicions en llista | Posicions en llista | Posicions en llista | Certificacions               |
| Any  | Nom                                      | Dades                                                             | ALE                 | AUS                 | CAN                 | EUA                 | GBR                 | Certificacions               |
| ---- | ---------------------------------------- | ----------------------------------------------------------------- | ------------------- | ------------------- | ------------------- | ------------------- | ------------------- | ---------------------------- |
| 1987 | The $5.98 E.P.: Garage Days Re-Revisited | - Publicació: 21 d'agost de 1987 - Discogràfica: Elektra          | 16                  | 69                  | 40                  | 28                  | 27                  | - CAN: 1x Or - EUA: 1x Platí |
| 2010 | Six Feet Down Under                      | - Publicació: 20 de setembre de 2010 - Discogràfica: Universal    | −                   | 12                  | −                   | −                   | −                   | - AUS: 1x Or                 |
| 2010 | Six Feet Down Under Part II              | - Publicació: 12 de novembre de 2010 - Discogràfica: Universal    | −                   | 13                  | −                   | −                   | −                   |                              |
| 2010 | Live at Grimey's                         | - Publicació: 26 de novembre de 2010 - Discogràfica: Universal    | −                   | −                   | −                   | −                   | −                   |                              |
| 2011 | Beyond Magnetic                          | - Publicació: 13 de desembre de 2011 - Discogràfica: Warner Bros. | 22                  | 19                  | 15                  | 29                  | −                   |                              |

## Box sets
| Any  | Nom                           | Dades                                                         | Posicions en llista | Posicions en llista | Posicions en llista | Posicions en llista | Posicions en llista | Certificacions |
| Any  | Nom                           | Dades                                                         | ALE                 | AUS                 | CAN                 | EUA                 | GBR                 | Certificacions |
| ---- | ----------------------------- | ------------------------------------------------------------- | ------------------- | ------------------- | ------------------- | ------------------- | ------------------- | -------------- |
| 1990 | The Good, the Bad & the Live  | - Publicació: 7 de maig de 1990 - Discogràfica: Vertigo       | −                   | −                   | −                   | −                   | 56                  |                |
| 2004 | Limited-Edition Vinyl Box Set | - Publicació: 23 de novembre de 2004 - Discogràfica: Rhino    | −                   | −                   | −                   | −                   | −                   |                |
| 2009 | The Metallica Collection      | - Publicació: 14 d'abril de 2009 - Discogràfica: Warner Bros. | −                   | −                   | −                   | −                   | −                   |                |

## Senzills
| Any  | Nom                                                        | Posicions en llista | Posicions en llista | Posicions en llista | Posicions en llista | Posicions en llista | Certificacions                                         | Àlbum                                  |
| Any  | Nom                                                        | ALE                 | AUS                 | EUA                 | GBR                 | SUE                 | Certificacions                                         | Àlbum                                  |
| ---- | ---------------------------------------------------------- | ------------------- | ------------------- | ------------------- | ------------------- | ------------------- | ------------------------------------------------------ | -------------------------------------- |
| 1983 | "Whiplash"                                                 | −                   | −                   | −                   | −                   | −                   |                                                        | Kill 'Em All                           |
| 1984 | "Jump in the Fire"                                         | −                   | −                   | −                   | −                   | −                   |                                                        | Kill 'Em All                           |
| 1984 | "Creeping Death"                                           | −                   | −                   | −                   | −                   | −                   |                                                        | Ride the Lightning                     |
| 1986 | "Master of Puppets"                                        | −                   | −                   | −                   | −                   | −                   | - EUA: 1x Or                                           | Master of Puppets                      |
| 1988 | "Harvester of Sorrow"                                      | −                   | 100                 | −                   | 20                  | −                   |                                                        | ...And Justice for All                 |
| 1988 | "Eye of the Beholder"                                      | −                   | −                   | −                   | −                   | −                   |                                                        | ...And Justice for All                 |
| 1989 | "One"                                                      | 31                  | 5                   | 35                  | 13                  | 3                   | - AUS: 1x Or - EUA: 1x Or                              | ...And Justice for All                 |
| 1991 | "Enter Sandman"                                            | 9                   | 10                  | 16                  | 5                   | 8                   | - AUS: 1x Or - EUA: 1x Platí - GBR: 1x Plata           | Metallica                              |
| 1991 | "The Unforgiven"                                           | 47                  | 10                  | 35                  | 15                  | 32                  | - AUS: 1x Or - EUA: 1x Or                              | Metallica                              |
| 1992 | "Nothing Else Matters"                                     | 9                   | 8                   | 34                  | 6                   | 12                  | - AUS: 1x Or - EUA: 1x Or - GBR: 1x Plata - SWE: 1x Or | Metallica                              |
| 1992 | "Wherever I May Roam"                                      | 30                  | 14                  | 82                  | 25                  | 28                  |                                                        | Metallica                              |
| 1993 | "Sad but True"                                             | 42                  | 48                  | 98                  | 20                  | 31                  |                                                        | Metallica                              |
| 1996 | "Until It Sleeps"                                          | 15                  | 1                   | 10                  | 5                   | 1                   | - EUA: 1x Or                                           | Load                                   |
| 1996 | "Hero of the Day"                                          | 39                  | 2                   | 60                  | 17                  | 10                  |                                                        | Load                                   |
| 1996 | "Mama Said"                                                | −                   | 24                  | −                   | 19                  | 24                  |                                                        | Load                                   |
| 1997 | "King Nothing"                                             | −                   | −                   | 90                  | −                   | −                   |                                                        | Load                                   |
| 1997 | "The Memory Remains"                                       | 20                  | 6                   | 28                  | 13                  | 4                   | - AUS: 1x Or                                           | Reload                                 |
| 1998 | "The Unforgiven II"                                        | 23                  | 9                   | 59                  | 15                  | 8                   | - AUS: 1x Or                                           | Reload                                 |
| 1998 | "Fuel"                                                     | 57                  | 2                   | −                   | 31                  | 49                  | - AUS: 1x Or                                           | Reload                                 |
| 1998 | "Turn the Page"                                            | 23                  | 11                  | 102                 | −                   | 13                  | - AUS: 1x Or                                           | Garage Inc.                            |
| 1999 | "Whiskey in the Jar"                                       | 23                  | 14                  | 124                 | 29                  | 15                  |                                                        | Garage Inc.                            |
| 1999 | "Die, Die My Darling"                                      | −                   | 82                  | −                   | −                   | −                   |                                                        | Garage Inc.                            |
| 1999 | "Nothing Else Matters '99" (amb la San Francisco Symphony) | 2                   | 28                  | −                   | −                   | −                   |                                                        | S&M                                    |
| 1999 | "No Leaf Clover" (amb la San Francisco Symphony)           | 40                  | 41                  | 74                  | −                   | 50                  |                                                        | S&M                                    |
| 2000 | "I Disappear"                                              | 14                  | −                   | 76                  | 35                  | 25                  |                                                        | Banda sonora de Mission: Impossible II |
| 2003 | "St. Anger"                                                | 15                  | 15                  | 107                 | 9                   | 9                   | - AUS: 1x Or                                           | St. Anger                              |
| 2003 | "Frantic"                                                  | 21                  | 22                  | −                   | 16                  | 13                  |                                                        | St. Anger                              |
| 2004 | "The Unnamed Feeling"                                      | 24                  | 23                  | −                   | 42                  | 37                  |                                                        | St. Anger                              |
| 2004 | "Some Kind of Monster"                                     | −                   | −                   | −                   | −                   | −                   |                                                        | St. Anger                              |
| 2008 | "The Day That Never Comes"                                 | −                   | 18                  | 31                  | 19                  | 3                   | - EUA: 1x Or                                           | Death Magnetic                         |
| 2008 | "My Apocalypse"                                            | −                   | 38                  | 67                  | 51                  | 15                  |                                                        | Death Magnetic                         |
| 2008 | "Cyanide"                                                  | −                   | 48                  | 50                  | 48                  | 14                  |                                                        | Death Magnetic                         |
| 2008 | "The Judas Kiss"                                           | −                   | −                   | 112                 | 79                  | 44                  |                                                        | Death Magnetic                         |
| 2008 | "All Nightmare Long"                                       | 15                  | 90                  | −                   | −                   | 44                  |                                                        | Death Magnetic                         |
| 2009 | "Broken, Beat & Scarred"                                   | 35                  | 75                  | −                   | −                   | −                   |                                                        | Death Magnetic                         |
| 2011 | "The View" (amb Lou Reed)                                  | −                   | −                   | −                   | −                   | −                   |                                                        | Lulu                                   |

### Senzills promocionals
| Any  | Nom                       | Certificacions | Àlbum                       |
| ---- | ------------------------- | -------------- | --------------------------- |
| 1984 | "Fade to Black"           | - EUA: 1x Or   | Ride the Lightning          |
| 1984 | "For Whom the Bell Tolls" | - EUA: 1x Or   | Ride the Lightning          |
| 1989 | "...And Justice for All"  |                | ...And Justice for All      |
| 1990 | "Stone Cold Crazy"        |                | Elektra's 40th Anniversary  |
| 1991 | "Don't Tread on Me"       |                | Metallica                   |
| 1996 | "Ain't My Bitch"          |                | Load                        |
| 1997 | "Bleeding Me"             |                | Load                        |
| 1998 | "Better than You"         |                | Reload                      |
| 2007 | "The Ecstasy of Gold"     |                | We All Love Ennio Morricone |
| 2009 | "The End of the Line"     |                | Death Magnetic              |